# Félix LaHaye
 (janvier 2024).
Pour les articles homonymes, voir Lahaye.
Félix LaHaye est un chef d'entreprise québécois,,, fondateur et dirigeant de la société United Esports.
Il est aussi le cofondateur et ancien dirigeant d'Open Influence, la première organisation de marketing d’influence aux États-Unis.

## Biographie

### Jeunesse et formation
Il obtient en 2009 son Bachelor de la London School of Economics, ainsi que sa maitrise en 2010 de la même université. Il tient son premier emploi à la station radio CKDG-FM dans sa ville d'origine, Montréal.

### Carrière
Felix LaHaye commence sa carrière en tant que musicien avant d'aller s'installer à Los Angeles, à la suite de ses études, où il fonde Open Influence, alors connue sous le nom InstaBrand, en 2012. C'est alors qu'il dirige cette organisation qu'il achète le premier poste payant sur Instagram, qui deviendra le premier poste promotionnel rémunéré sur cette plateforme aux États-Unis.
Il lance United Esports en 2018, qui devient un des leaders du marché en tant qu'agence créative dans les sports,,.

#### United Esports
Après avoir dirigé Open Influence pour plusieurs années, Félix LaHaye fonde United Esports. L'agence, qui permet à différentes entreprises de bénéficier de la culture esports et gaming, trouve vite le succès, en entrant en partenariat avec diverses grandes marques (Procter & Gamble, Tampax, McDonalds, Wisdom Gaming, Garner Foods) pour des campagnes promotionnelles internationales,,.
En 2022, United Esports s'associe avec la DFINITY Foundation pour lancer le programme Achievement Unblocked et  avec Talon Esports, dont LaHaye fut un des premiers investisseurs, pour lancer un album musical gaming, avec l'artiste thaïlandaise Gam Toh et l'Américain Prince Fox.
En 2023, Inc. Magazine nomine United Esports en tant que l'une des compagnies américaines ayant la plus forte croissance, finissant 370e sur 5000 au classement Inc. 5000, le meilleur résultat pour une organisation dans le domaine du esports pour cette année.

#### Investissements et projets
Felix LaHaye est fréquent investisseur dans diverses organisations dans le monde du gaming, notamment, la chaine de bars Meltdown,  PSG Talon, l'équipe de esports Beastcoast, et le reseau social GameTree

## Prix et distinctions
- 2016 :  Inc Magazine 30 Under 30[20]
- 2017 : Forbes 30 Under 30[21]